# Stazione di Kōzunomori

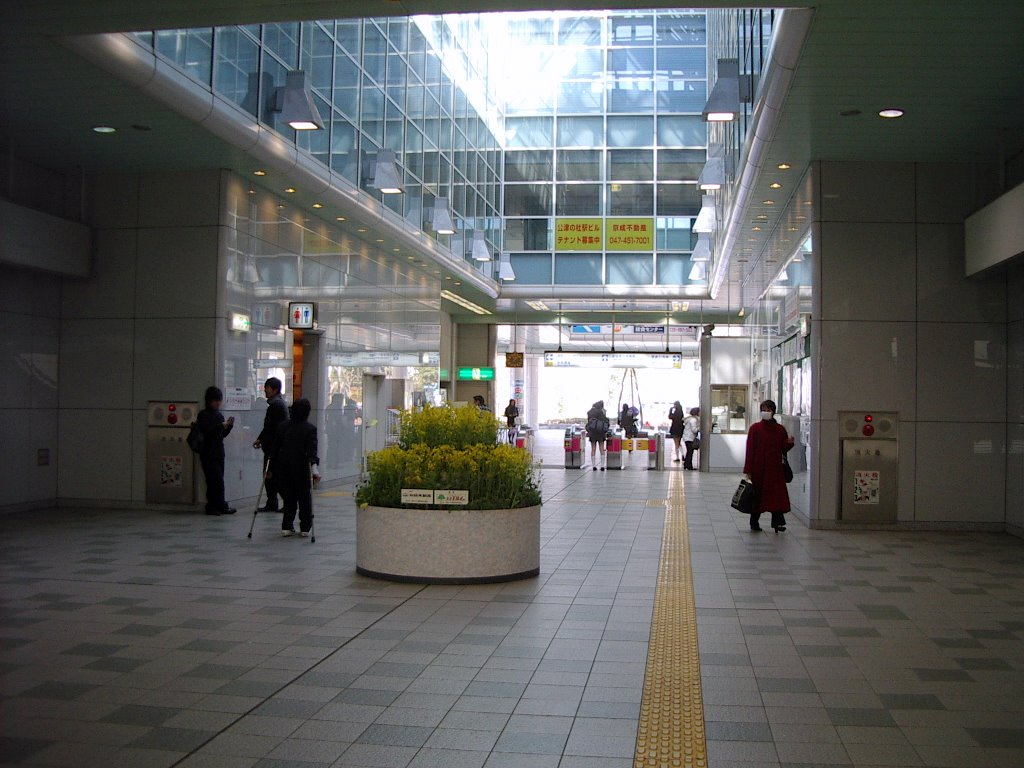
Vista del mezzanino

La stazione di Kōzunomori (公津の杜駅?, Kōzunomori-eki) è una fermata ferroviaria della città di Narita, nella prefettura di Chiba, in Giappone, servente la linea principale Keisei delle ferrovie Keisei.

## Strutture e impianti
La fermata è dotata di due marciapiedi laterali con due binari passanti in trincea scoperta, e il fabbricato viaggiatori, il cui aspetto ricorda un moderno museo d'arte, è situato sopra di essi, al livello del terreno. Le banchine sono collegate ad esso, da scale fisse, mobili (solo in ascesa) e ascensori.

I binari sono così utilizzati:
| 1 | ■ Linea principale Keisei | per Funabashi, Nippori, Keisei Ueno per Oshiage, linea Asakusa e linea Keikyū principale |
| 2 | ■ Linea principale Keisei | per Narita, Narita Aeroporto e Shibayama Chiyoda                                         |

## Movimento
La stazione è servita da treni:
- ■ Locali
- ■ Rapidi
- ■ Espressi limitati pendolari
- ■ Espressi limitati

## Interscambi
- Fermata autobus